# ウクライナの地名の呼称変更
本項では、2022年ロシアのウクライナ侵攻を受けた日本国政府が行ったウクライナ地名の呼称の変更について説明する。

## 概要
2022年ロシアのウクライナ侵攻を受け、主に自民党の佐藤正久外交部会長などから日本政府に『ウクライナの首都の呼称 (当時はキエフ)が軍事侵攻している国のロシア語に基づいていて適切ではない。ウクライナの首都の呼称をロシア語の発音に基づく表記 (キエフ)からウクライナ語の発音に基づく表記 (キーウ)に変更してはどうか』等の指摘が寄せられた。
これを受け、外務省は適切な呼称についてウクライナ政府の意向について照会を行うと、ウクライナ側から了諾の回答が得られたため、ウクライナの首都の呼称をロシア語の呼称「キエフ」からウクライナ語の呼称「キーウ」に変更することとなった。さらに、ウクライナの首都の呼称変更に伴って、ロシア語に基づく表記のウクライナ国内の全ての都市もウクライナ語に基づく表記をすることとなった。外務省は、今回の見直しとの整合性をとるため、今後、各国の都市名が記載された在外公館法を改正する方針をあらわした。

## 歴史
- 2015年 - 自民党の佐藤正久外交部会長によると[4]、在日ウクライナ大使館がウクライナの首都の呼称をウクライナ語「Kyiv」に基づく「キーウ」に変更するよう、政府に文書で求めた[5]が最終的には変更されなかった。
- 2022年
  - 2月24日 - ロシアがウクライナへの侵攻を開始。
  - 3月15日 - 自民党の佐藤正久外交部会長が党合会でウクライナの首都の呼称を「キーウ」に変更すべきだと主張。これに対し松野博一官房長官は同日の記者会見で「ウクライナ側から呼称の表記に問題があるとの申し入れを受けているわけでもない」として首都の呼称を「キエフ」から変更する考えがないことを示した[6]。
  - 3月18日 - 自民党の佐藤正久外交部会長が、在日ウクライナ大使館が2015年に日本政府に対し、首都の呼称を「キエフ」からウクライナ語読みの「キーウ」とするよう文書で申し入れていたことを明らかにした[6]。これに対し、林芳正外務大臣や松野博一官房長官は記者会見で「外務省が文書を大使館から受け取ったという事実は確認されていない」と述べた[4][5]。
  - 3月31日 - 外務省報道発表「ウクライナの首都等の呼称の変更」を発出[7]。

## 各国の反応

### ウクライナ
3月31日、ゼレンスキー大統領は日本がウクライナの首都の呼称をロシア語由来の「キエフ」からウクライナ語由来の「キーウ」に変更することについて「日本と岸田文雄首相に感謝し、他の国々も続くことを勧める」と自身のTwitterで感謝の思いをあらわした。

## 呼称変更された主な地名
| ウクライナ語表記         | ロシア語表記            | 英語            | ウクライナ語     |
| ------------------------ | ----------------------- | --------------- | ---------------- |
| キーウ                   | キエフ                  | Kyiv            | Київ             |
| チョルノービリ           | チェルノブイリ          | Chernobyl       | Чорнобиль        |
| オデーサ                 | オデッサ                | Odesa           | Одеса            |
| ドニプロ                 | ドニエプル              | Dnipro          | Дніпро           |
| ルハンスク               | ルガンスク              | Luhansk         | Луганськ         |
| ハルキウ                 | ハリコフ                | Kharkiv         | Харків           |
| ミコライウ               | ニコラエフ              | Mykolaiv        | Миколаїв         |
| リヴィウ                 | リヴォフ                | Lviv            | Львів            |
| イヴァノ＝フランキウスク | イヴァノ=フランコフスク | Ivano-Frankivsk | Івано-Франківськ |
| ドニプロペトロウスク     | ドニエプロペトロフスク  | Dnipropetrovsk  | Дніпропетровська |
| チェルニウツィ           | チェルノフツィ          | Cherkasy        | Чернівці         |
| ザポリッジャ             | ザポロージェ            | Zaporizhzhia    | Запорізька       |
| リーウネ                 | ローヴノ                | Rivne           | Рівне            |
| テルノーピリ             | テルノーポリ            | Ternopil        | Тернопіль        |
| チェルニヒウ             | チェルニゴフ            | Chernihiv       | Чернігів         |

## モルドバの地名呼称の変更
外務省は2022年5月13日、旧ソ連を構成していた国モルドバの首都の日本語呼称について、ロシア語由来の「キシニョフ」からモルドバの公用語ルーマニア語由来の「キシナウ」に変更することを発表した。さらに、ロシア系住民が一方的に独立を宣言した「沿ドニエストル共和国」の中心都市「ティラスポリ」は「ティラスポル」に呼称が変更された。